# M1戰鬥車
M1/M2戰鬥車（M1A1/M1A2輕型坦克）是一款美國於戰間期研發的輕型坦克。M1戰鬥車曾於1930年代晚期於美軍騎兵部隊中服役。M1戰鬥車與M2輕型坦克為同期研發的兩款坦克，設計上也多有相似之處。在西班牙內戰結束後，列強都認識到坦克僅裝備機槍或機炮是不夠的，只有坦克炮能為坦克提供足夠的火力。僅裝備了機槍的M1戰鬥車因而被軍方認定為過時的設計，逐漸退居二線，成為訓練用坦克。

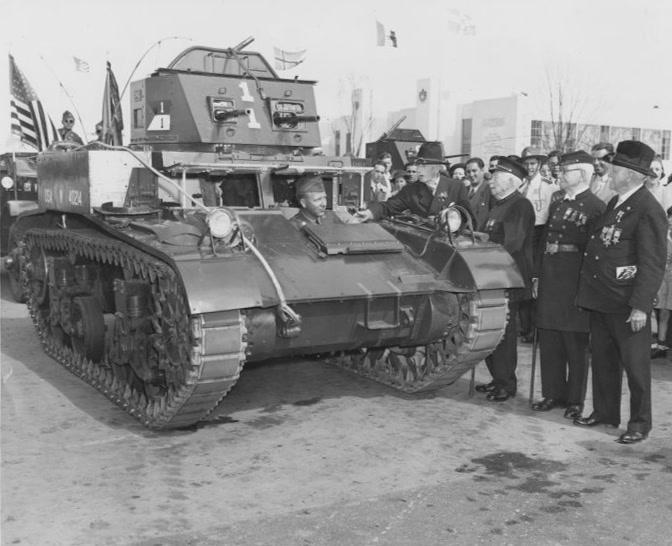
退伍軍人參觀M1戰鬥車，攝於1939年紐約世博會

## 歷史
美國1920年國防法案（National Defense Act of 1920）將坦克為步兵裝備，認定坦克的作用是為步兵提供支援。該法案還規定，為便於卡車拖運，輕型坦克重量應小於等於5公噸的坦克；為不超過橋樑承重極限，中型坦克重量應小於15噸。因為軍方對坦克速度施加嚴格限制，在接下來很長一段時間內，美國每年都會推出一系列原型車，但都無法獲准量產。時任美軍總參謀長道格拉斯·麦克阿瑟將軍主張美軍應進行機械化，他反對將所有的坦克都用於步兵支援，認為應該讓騎兵部隊配備偵察坦克。為規避政策限制，使騎兵能配備裝甲戰鬥車輛，騎兵部隊的坦克不得不改稱「戰鬥車」（combat cars）。
在1930年代中期，岩島兵工廠以維克斯六噸坦克為藍本，製造出了三輛試驗車，即T2輕型坦克。同時，岩島兵工廠還設計了一款與T2輕型坦克相似的坦克，即T5戰鬥車。T5戰鬥車和T2輕型坦克只有一個顯著差別，即T5戰鬥車使用垂直蝸殼彈簧懸掛，而T2輕型坦克則使用與維克斯六噸坦克相同的葉片彈簧懸掛。軍方最終許可T5坦克的衍生型T5E2的量產，並將其命名為M1戰鬥車。
M1戰鬥車於1937年列裝騎兵部隊。量產型對懸吊系統作了改進：使從動輪與地面接觸。這樣做使得履帶與地面接觸的長度增加，能提高坦克的行駛性能。M1戰鬥車還是M2戰鬥車的藍本。相比M1戰鬥車，M2戰鬥車改用了吉伯森柴油機和八角形炮塔。1940年，美軍步兵與騎兵的坦克單位合併入新組建的裝甲軍團中，戰鬥車這一名稱也因而失去了作用，M1戰鬥車改稱M1A1輕型坦克，而M2戰鬥車則改稱M1A2輕型坦克。

## 服役
二戰中美國並未將M1戰鬥車和M2戰鬥車投入實戰，僅將其用於訓練。

## 型号
- M1，基本型號，生產89輛[2]。
- M1E2，M1A1的原型車。
- M1A1，將原來的D形炮塔更換為八角形炮塔，增加了轉向架間距離，使用常嚙式變速器。1938年生產了17輛M1A1[4]。
- M1A1E1，M2戰鬥車的原型。發動機改用吉伯森T-1020柴油機[4]。
- M2，改用新型的吉伯森柴油機，使用从动空转轮，總共生產了34輛[6]。